# Chord Overstreet
Chord Paul Overstreet (Nashville, Tennessee, 17 de febrer de 1989) és un actor, cantant i músic estatunidenc, conegut pel seu paper de Sam Evans a Glee.

## Biografia
Va néixer a Nashville, Tennessee. És fill de la maquilladora de famosos Julie Overstreet, i el cantautor de música country Paul Overstreet. És el tercer de sis fills, i va ser nomenat així pel terme musical del mateix nom. Animat pels seus pares per dedicar-se a la música, va començar a tocar la mandolina a una edat primerenca, i va passar a la bateria i la guitarra. També és compositor. Chord interpreta a Sam Evans, un noi que es trasllada pel nou treball del seu pare i després es torna a traslladar perquè han fet fora al seu pare. Apareix per primera vegada al primer capítol de la segona temporada. A la tercera temporada expliquen que s'ha anat per a veure si el seu pare trobava treball, però torna a aparèixer al vuitè capítol.

## Carrera musical
Va començar la seva carrera com a actor en la sèrie d'Internet Private com Josh Hollis en un episodi. També va aparèixer en un episodi de la sèrie iCarly i en dos episodis futurs de No Ordinary Family. El seu primer paper cinematogràfic va ser en el thriller de 2010 The Hole 3D, i serà el protagonista de la pel·lícula A Warrior's Heart com Dupree al costat de Ashley Greene i Kellan Lutz

### Carrera musical
Chord va aparèixer en el vídeo musical de la cançó "Tonight Tonight", del grup Hot Chelle Rae, apareix al costat del seu germà (membre de la banda), Nash Overstreet.
El 13 de desembre de 2011, una de les cançons en solitari de Overstreet, titulada "Beautiful Girl", es va filtrar en Internet.

## Filmografia

### Televisió
| Any       | Títol              | Rol           | Notes                                     |
| --------- | ------------------ | ------------- | ----------------------------------------- |
| 2009      | Private            | Josh Hollis   | Serie Online.                             |
| 2009      | iCarly             | Adolescent    | Primer personatge en TV, només 1 episodi. |
| 2010      | No Ordinary Family | Lucas Fisher  | Episodi Pilot                             |
| 2010-2015 | Glee               | Sam Evans     | Personatge recurrent.                     |
| 2011      | The Middle         | Mr. Wilkerson | Episodi: "Hecking Order".                 |

### Cinema
| Any  | Títol                      | Rol                    | Notes                     |
| ---- | -------------------------- | ---------------------- | ------------------------- |
| 2010 | The Hole 3D                | Adolescent             | Primer rol cinematogràfic |
| 2011 | A Warrior's Heart          | Dupree                 | Posproducció              |
| 2011 | Glee: The 3D Concert Movie | Sam Evans / Ell mateix | Concert                   |